# El Paraíso, Mineral de la Reforma
El Paraíso är en ort i Mexiko.   Den ligger i kommunen Mineral de la Reforma och delstaten Hidalgo, i den sydöstra delen av landet, 80 km nordost om huvudstaden Mexico City. El Paraíso ligger 2 361 meter över havet och antalet invånare är 549.
Terrängen runt El Paraíso är kuperad åt nordost, men åt sydväst är den platt. Runt El Paraíso är det mycket tätbefolkat, med 1 135 invånare per kvadratkilometer. Närmaste större samhälle är Pachuca de Soto, 6,2 km norr om El Paraíso. Omgivningarna runt El Paraíso är i huvudsak ett öppet busklandskap.